# 充滿夢想
《充滿夢想》（日语：ゆめいっぱい）是日本女性創作歌手關佑未子的首張單曲。1990年4月21日由BMG勝利（現已併入日本索尼音樂娛樂）發行。

## 解說
同名標題曲「充滿夢想」曾被選為富士電視台電視動畫《櫻桃小丸子 (第1期)》第1代片頭主題曲、及1990年12月15日上映的第1部電影動畫《櫻桃小丸子：友情歲月》片尾主題曲使用。
此外，「充滿夢想」也是《櫻桃小丸子》動畫歷代片頭主題曲中，唯一一首不是由原作者櫻桃子填詞的歌曲。

## 收錄歌曲
1. 充滿夢想（ゆめいっぱい）
  1. 作詞：亞蘭知子（日语：亜蘭知子），作曲、編曲：織田哲郎

  - 富士電視台電視動畫《櫻桃小丸子 (第1期)》第1代片頭主題曲
  - 電影動畫《櫻桃小丸子：友情歲月（日语：ちびまる子ちゃん (映画)）》片尾主題曲
2. 再一次說晚安
  1. 作詞、作曲：關佑未子（日语：有馬ゆみこ），編曲：大堀薰

## 翻唱
充滿夢想
- B.B.QUEENS－於首張單曲《大家來跳舞》中收錄（1990年4月4日發行）
《櫻桃小丸子 (第1期)》動畫開播之前，已經宣布第1代片頭主題曲由關佑未子（日语：有馬ゆみこ）獻唱。但實際上B.B.QUEENS的錄製版本早已完成，而且還收錄在他們的首張單曲裡。
- Golden Bomber（主唱：鬼龍院翔）－於翻唱單曲《大家來跳舞》中收錄（2016年11月9日發行）
- 山野智子－於日本古倫美亞發行的兒童之歌CD中收錄
- 此曲的粵語版為何韻詩的《小丸子的心事》，於《Roundup》專輯中收錄。